# Лак Бром (Квебек)
Лак Бром (фр. Lac-Brome) је град у Канади у покрајини Квебек. Према резултатима пописа 2011. у граду је живело 5.609 становника.

## Становништво
Према резултатима пописа становништва из 2011. у граду је живело 5.609 становника, што је за 0,4% мање у односу на попис из 2006. када је регистровано 5.629 житеља.
| 2006. | 2011. |
| ----- | ----- |
| 5.629 | 5.609 |